# Pavel Pokorný (hudebník)
Pavel Pokorný (* 25. listopadu 1946) je český klávesista, kytarista, houslista a zpěvák.
Od konce roku 1960 byl jako houslista a zpěvák členem brněnské skupiny Synkopy 61, kterou založil kytarista Petr Směja. V pozdějších letech začal také hrát na klávesy a kytaru. V říjnu 1966 skupinu kvůli vojně na dva roky opustil, místo něj hrál Pavel Váně. Do Synkop se vrátil v listopadu 1968 a působil zde až do roku 1986/1987. Poté do roku 1990 spolupracoval na estrádách Zbyška a Libora Pantůčkových, v letech 1990–1996 hrál se skupinou Play Band v norských a českých klubech. Se Synkopami hrál na sérii koncertů Comeback v roce 1992, jejich členem se stal znovu v roce 1995 při obnovení koncertní činnosti. V roce 2006 jej ve skupině nahradil Jan Korbička, po návratu v roce 2011 hrál na kytaru a housle. Roku 2022 ze Synkop 61 odešel.